# Рудакова, Анастасия Николаевна
Анастасия Николаевна Рудакова (1 мая 1996, Сыктывкар) — российская биатлонистка, призёр чемпионата России. Мастер спорта России.

## Биография
В детстве занималась фигурным катанием, лыжным спортом, спортивным ориентированием. В 2013 году перешла в биатлон. Первый тренер — Екатерина Ивановна Чиркина, также тренировалась под руководством своего отца Николая Владимировича Рудакова, Е. В. Ермолаевой, Ю. Ф. и Ф. П. Сметаниных. На внутренних соревнованиях представляет Республику Коми.
В юниорском возрасте добивалась успеха в основном в летнем биатлоне. Бронзовый призёр первенства России по летнему биатлону 2016 года в индивидуальной гонке, 2017 года в спринте. Бронзовый призёр летних отборочных соревнований 2016 года в спринте и смешанной эстафете. Участница юниорского чемпионата мира по летнему биатлону 2016 года в Отепя, где стала 19-й в спринте и 11-й — в гонке преследования.
На взрослом уровне в 2018 году стала бронзовым призёром чемпионата России по летнему биатлону в спринте. В зимнем биатлоне стала серебряным призёром чемпионата России 2019 года в патрульной гонке в составе сборной Северо-Западного ФО.
Участница чемпионата мира по летнему биатлону 2018 года в Нове-Место, заняла 21-е место в спринте и 15-е — в гонке преследования.

## Личная жизнь
Отец, Николай Владимирович Рудаков — один из тренеров сборной Коми по биатлону. Мать, Надежда Константиновна (в девичестве Малыгина) — спортсменка сборной СССР по спортивному ориентированию.